# Division Nationale 2016-2017
La Division Nationale 2016-2017, nota anche come BGL Ligue 2016-2017 per motivi di sponsorizzazione, è stata la centotreesima edizione della massima serie del campionato lussemburghese di calcio. È iniziata il 6 agosto 2016 e si è conclusa il 21 maggio 2017. Il F91 Dudelange ha vinto il campionato per la tredicesima volta nella sua storia, la seconda consecutiva. Capocannoniere del torneo è stato Omar Er Rafik, calciatore della Differdange 03, con 26 reti.

## Stagione

### Novità
Dalla Division Nationale 2015-2016 erano stati retrocessi il Wiltz 71 (perdente lo spareggio promozione/retrocessione), l'Etzella Ettelbruck e il Grevenmacher, mentre dalla Éirepromotioun 2015-2016 erano stati promossi il Käerjeng 97, l'UT Pétange e il Jeunesse Canach (vincente lo spareggio promozione/retrocessione).

### Formula
Le quattordici squadre partecipanti si sono affrontate in un girone all'italiana con partite di andata e ritorno per un totale di 26 giornate. Al termine del campionato la prima classificata era designata campione del Lussemburgo e ammessa al secondo turno preliminare della UEFA Champions League 2017-2018. Le squadre seconda e terza classificate venivano ammesse al primo turno preliminare della UEFA Europa League 2017-2018, assieme alla vincitrice della coppa nazionale. Le ultime due classificate venivano retrocesse direttamente in Éirepromotioun, mentre la dodicesima classificata affrontava la terza classificata in Éirepromotioun in un play-off promozione/retrocessione.

## Squadre partecipanti
| Club               | Città             | Stadio                      | Stagione precedente                |
| ------------------ | ----------------- | --------------------------- | ---------------------------------- |
| Differdange 03     | Differdange       | Stade du Thillenberg        | 3º posto nella Division Nationale  |
| F91 Dudelange      | Dudelange         | Stade Jos Nosbaum           | Campione del Lussemburgo           |
| Fola Esch          | Esch-sur-Alzette  | Stadio Émile Mayrisch       | 2º posto nella Division Nationale  |
| Jeunesse Canach    | Canach            | Stade Rue de Lenningen      | 3º posto in Éirepromotioun         |
| Jeunesse Esch      | Esch-sur-Alzette  | Stade de la Frontière       | 4º posto nella Division Nationale  |
| Käerjeng 97        | Bascharage        | Stade um Bëchel             | 1º posto in Éirepromotioun         |
| Mondorf            | Mondorf-les-Bains | Stade John Grün             | 7º posto nella Division Nationale  |
| Progrès Niedercorn | Niedercorn        | Stadio Jos Haupert          | 6º posto nella Division Nationale  |
| RU Luxembourg      | Lussemburgo       | Stade Achille Hammerel      | 8º posto nella Division Nationale  |
| R.M. Hamm Benfica  | Lussemburgo       | Luxembourg-Cents            | 9º posto nella Division Nationale  |
| Rumelange          | Rumelange         | Stadio municipale           | 10º posto nella Division Nationale |
| UNA Strassen       | Strassen          | Complexe Sportif Jean Wirtz | 5º posto nella Division Nationale  |
| UT Pétange         | Pétange           | Stadio municipale           | 2º posto in Éirepromotioun         |
| Victoria Rosport   | Rosport           | VictoriArena                | 11º posto nella Division Nationale |

## Classifica finale
|  | Pos. | Squadra            | Pt | G  | V  | N | P  | GF | GS | DR  |
|  | ---- | ------------------ | -- | -- | -- | - | -- | -- | -- | --- |
|  | 1.   | F91 Dudelange      | 65 | 26 | 20 | 5 | 1  | 68 | 14 | +54 |
|  | 2.   | Differdange 03     | 65 | 26 | 20 | 5 | 1  | 65 | 21 | +44 |
|  | 3.   | Fola Esch          | 56 | 26 | 16 | 8 | 2  | 69 | 34 | +35 |
|  | 4.   | Progrès Niedercorn | 44 | 26 | 13 | 5 | 8  | 57 | 38 | +19 |
|  | 5.   | UNA Strassen       | 37 | 26 | 11 | 4 | 11 | 39 | 47 | -8  |
|  | 6.   | UT Pétange         | 35 | 26 | 10 | 5 | 11 | 38 | 33 | +5  |
|  | 7.   | Mondorf            | 30 | 26 | 9  | 3 | 14 | 29 | 45 | -16 |
|  | 8.   | Jeunesse Esch      | 29 | 26 | 7  | 8 | 11 | 38 | 49 | -11 |
|  | 9.   | Victoria Rosport   | 28 | 26 | 8  | 4 | 14 | 38 | 54 | -16 |
|  | 10.  | RU Luxembourg      | 27 | 26 | 8  | 3 | 15 | 38 | 52 | -14 |
|  | 11.  | R.M. Hamm Benfica  | 26 | 26 | 7  | 5 | 14 | 29 | 47 | -18 |
|  | 12.  | Jeunesse Canach    | 23 | 26 | 5  | 8 | 13 | 30 | 54 | -24 |
|  | 13.  | Rumelange          | 23 | 26 | 5  | 8 | 13 | 29 | 53 | -24 |
|  | 14.  | Käerjeng 97        | 22 | 26 | 7  | 1 | 18 | 37 | 63 | -26 |

Legenda:
      Campione del Lussemburgo e ammessa alla UEFA Champions League 2017-2018.
      Ammessa alla UEFA Europa League 2017-2018.
 Ammessa ai play-off promozione/retrocessione.
      Retrocessa in Éirepromotioun 2017-2018.
Note:
Tre punti a vittoria, uno a pareggio, zero a sconfitta.

## Risultati
|                    | Dif  | Dud  | Fol  | JeC  | JeE  | Käe  | Mon  | PrN  | RFC  | RMH  | Rum  | UNA  | UTP  | Vic  |
| ------------------ | ---- | ---- | ---- | ---- | ---- | ---- | ---- | ---- | ---- | ---- | ---- | ---- | ---- | ---- |
| Differdange 03     | –––– | 0-0  | 2-0  | 5-1  | 3-1  | 6-2  | 6-0  | 2-0  | 3-2  | 1-0  | 2-0  | 4-1  | 1-0  | 6-2  |
| F91 Dudelange      | 0-1  | –––– | 5-2  | 6-1  | 5-1  | 1-0  | 1-0  | 4-0  | 4-0  | 3-0  | 3-2  | 3-0  | 3-0  | 3-0  |
| Fola Esch          | 1-1  | 2-2  | –––– | 2-2  | 2-2  | 4-2  | 1-0  | 1-1  | 4-1  | 3-2  | 7-1  | 5-0  | 3-1  | 3-1  |
| Jeunesse Canach    | 0-1  | 0-2  | 3-4  | –––– | 1-1  | 2-0  | 1-1  | 0-5  | 3-2  | 4-1  | 3-1  | 1-3  | 0-4  | 0-2  |
| Jeunesse Esch      | 1-0  | 0-3  | 0-3  | 2-2  | –––– | 3-1  | 1-3  | 0-2  | 1-2  | 1-1  | 3-0  | 1-1  | 2-1  | 2-2  |
| Käerjeng 97        | 3-5  | 1-1  | 0-4  | 3-1  | 1-4  | –––– | 1-0  | 2-4  | 0-3  | 6-0  | 4-3  | 0-2  | 0-3  | 2-3  |
| Mondorf            | 0-3  | 1-1  | 1-3  | 3-0  | 1-0  | 2-1  | –––– | 2-0  | 2-1  | 1-2  | 0-0  | 0-3  | 0-2  | 2-1  |
| Progrès Niedercorn | 1-2  | 1-2  | 2-2  | 2-2  | 1-1  | 0-2  | 1-2  | –––– | 2-1  | 4-1  | 4-0  | 5-1  | 0-2  | 3-1  |
| RFCU Luxembourg    | 0-2  | 1-2  | 0-2  | 1-0  | 1-2  | 3-0  | 3-1  | 4-5  | –––– | 2-1  | 1-1  | 1-0  | 0-4  | 1-2  |
| RM Hamm Benfica    | 1-3  | 0-3  | 1-1  | 2-0  | 1-3  | 1-2  | 2-0  | 0-3  | 2-3  | –––– | 0-0  | 1-1  | 0-1  | 2-1  |
| Rumelange          | 0-0  | 0-3  | 1-3  | 1-1  | 3-2  | 2-1  | 5-2  | 1-3  | 1-1  | 0-0  | –––– | 0-2  | 0-0  | 3-1  |
| UNA Strassen       | 4-4  | 0-3  | 1-3  | 0-2  | 1-1  | 2-0  | 3-1  | 1-3  | 3-0  | 0-5  | 2-0  | –––– | 3-1  | 0-2  |
| UT Pétange         | 0-1  | 1-1  | 1-1  | 0-0  | 6-2  | 3-1  | 2-1  | 0-3  | 1-1  | 1-2  | 1-2  | 0-3  | –––– | 2-0  |
| Victoria Rosport   | 1-1  | 0-4  | 1-3  | 0-0  | 2-1  | 1-2  | 1-3  | 2-2  | 4-3  | 0-1  | 4-2  | 1-2  | 3-1  | –––– |

## Spareggio promozione-retrocessione
|                 | Risultati             |         | Luogo e data                      |
| --------------- | --------------------- | ------- | --------------------------------- |
| Jeunesse Canach | 2 - 2 (dts) (2-4 dtr) | Hostert | Mondorf-les-Bains, 25 maggio 2017 |
|                 |                       |         |                                   |

## Statistiche

### Classifica marcatori
| Gol |  |  | Giocatore              | Squadra            |
| --- |  |  | ---------------------- | ------------------ |
| 26  |  |  | Omar Er Rafik          | Differdange 03     |
| 24  |  |  | Rémi Laurent           | Progrès Niedercorn |
| 21  |  |  | David Turpel           | F91 Dudelange      |
| 20  |  |  | Samir Hadji            | Fola Esch          |
| 19  |  |  | Alek'sandr Karapetyan  | Victoria Rosport   |
| 16  |  |  | Bertino Cabral Barbosa | R.M. Hamm Benfica  |
| 15  |  |  | Mickaël Jager          | UNA Strassen       |
| 14  |  |  | Julien Jahier          | RU Luxembourg      |
| 13  |  |  | Emmanuel Françoise     | Fola Esch          |
| 13  |  |  | Patrick Stumpf         | Jeunesse Esch      |